# John Stoughton Dennis
John Stoughton Dennis, CMG (* 19. Oktober 1820 in Kingston, Oberkanada; † 7. Juli 1885 in Kingsmere, Québec) war ein kanadischer Landvermesser, Offizier und hochrangiger Beamter. Eine von ihm angeführte Expedition zur Neuvermessung der Red-River-Kolonie war 1869 der Auslöser der Red-River-Rebellion, die im darauf folgenden Jahr zur Gründung der Provinz Manitoba führte.

## Biografie
Dennis erhielt seine Ausbildung am Victoria College in Cobourg und nahm 1842 die Tätigkeit als Landvermesser auf. Er war an der Planung zahlreicher Ortschaften beteiligt, hauptsächlich im Bruce County, im Haliburton County, im Muskoka District, im Parry Sound District und im Nipissing District. Auch plante er Indianerreservate am Huronsee und am Oberen See. Dennis war in der Miliz aktiv und stieg bis zum Oberstleutnant der Kavallerie auf. 1866 hatte er den Befehl, Fort Erie gegen einen Überfall der Fenian Brotherhood zu verteidigen, doch musste sich seine Einheit unter schweren Verlusten zurückziehen.
William McDougall, Minister für öffentliche Arbeiten, entsandte Dennis und andere Vermesser 1869 in die Red-River-Kolonie, um Parzellen für neue Siedler zu vermessen. Eine von Louis Riel angeführte Gruppe der Métis hielt die Vermesser am 11. Oktober auf und zwang sie zur Beendigung ihrer Arbeit. Vergeblich forderte Dennis bei Gouverneur William Mactavish die Bestrafung der Störenfriede. McDougall hingegen gab ihm die Erlaubnis, ein Kontingent bewaffneter Männer zur Beendigung des Aufruhrs zu rekrutieren, doch der Aufruf wurde weitgehend ignoriert.
Nach der Ausrufung der provisorischen Regierung am 8. Dezember kehrte Dennis kehrte nach Ontario zurück und arbeitete zunächst als Privatsekretär des Vizegouverneurs William Pearce Howland. 1871 ernannte ihn die Bundesregierung zum obersten Landvermesser (surveyor-general) Kanadas, 1878 schließlich zum Vize-Innenminister. 1880 reiste er mit einer Delegation nach London, um Geldmittel zur Finanzierung der Canadian Pacific Railway aufzutreiben. Ende desselben Jahres ging er in Pension.